# Propyria schausi
Propyria schausi là một loài bướm đêm thuộc phân họ Arctiinae, họ Erebidae.